# GrapheneOS
GrapheneOS (wcześniej Android Hardening) – oparty na systemie Android, otwarty system operacyjny, skupiający się na prywatności i bezpieczeństwie dla smartfonów Google Pixel.

## Historia
Daniel Micay, główny programista GrapheneOS, pierwotnie pracował nad CopperheadOS, aż do schizmy dotyczącej licencji na oprogramowanie pomiędzy współzałożycielami Copperhead Limited, która doprowadziła do zwolnienia Micay’a z firmy w 2018 roku. Po incydencie Micay kontynuował pracę nad projektem Android Hardening, którego nazwę zmieniono na GrapheneOS i wydano w kwietniu 2019 roku.
Według Damiena Wilde’a z serwisu 9to5Google, wersja GrapheneOS oparta na Androidzie 12L została wydana przed oficjalną wersją Google, ustępując miejsca jedynie ProtonAOSP.
Wbudowane aplikacje GrapheneOS „Secure Camera” i „Secure PDF Viewer” zostały udostępnione w sklepie Google Play i serwisie GitHub.
W maju 2023 roku Micay ogłosił, że ustąpił ze stanowiska głównego programisty GrapheneOS, gdyż „nie był w stanie poradzić sobie z narastającym poziomem nękania, w tym niedawnymi atakami typu swatting (nasyłanie policji na adres zamieszkania ofiary z fałszywych powodów)”.

## Funkcje systemu

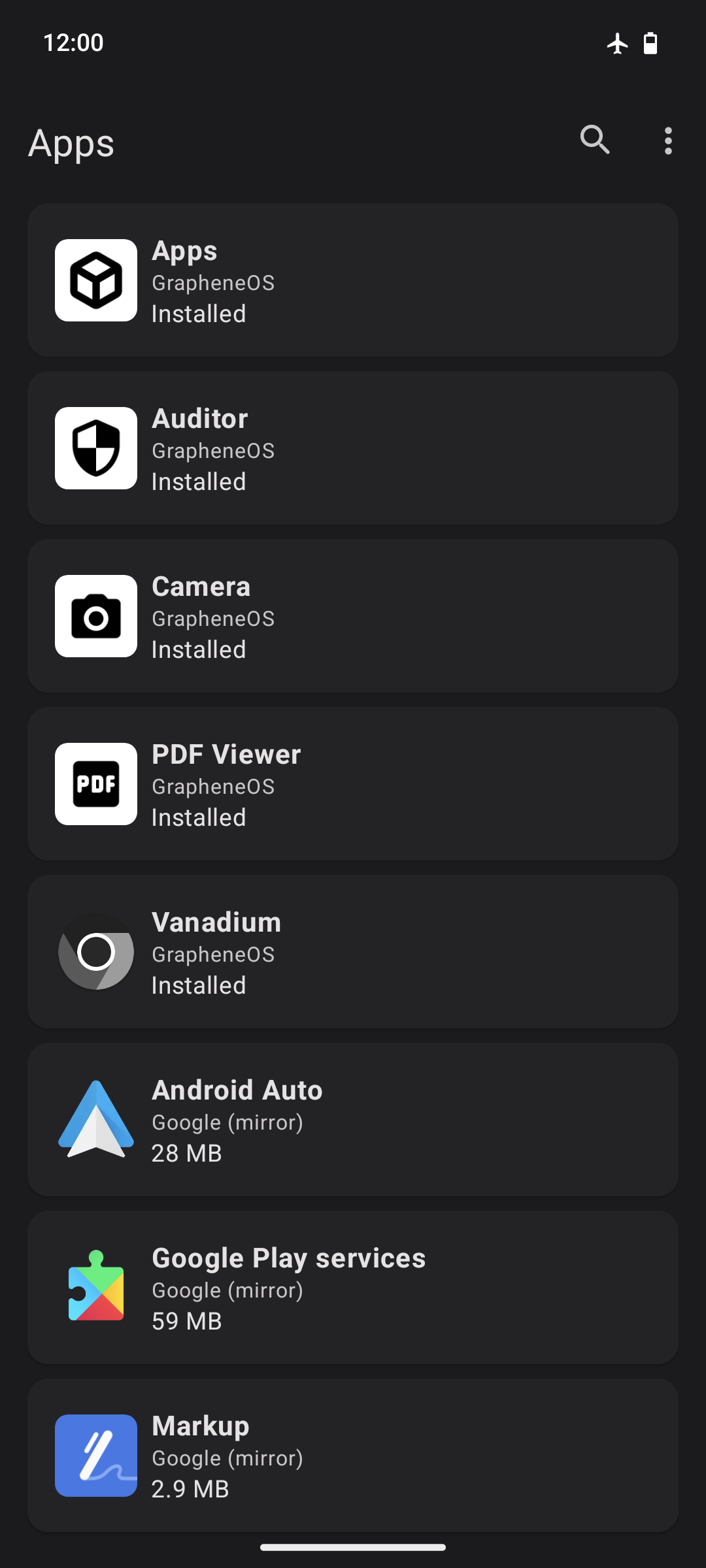
Podstawowy sklep z aplikacjami

GrapheneOS oficjalnie wspiera jedynie smartfony Google Pixel. Usługi Google domyślnie nie są dołączone do systemu, ale użytkownicy mogą zainstalować je w izolowanej piaskownicy (ang. sandbox), korzystając z wbudowanej aplikacji „Apps”. Zainstalowane w ten sposób pozwalają uzyskać dostęp do sklepu Google Play i aplikacji zależnych od usług Google, w tym powiadomień push i płatności wewnątrz aplikacji, ale nie mają one uprzywilejowanego dostępu do systemu i danych w nim przechowywanych.
Twórcy GrapheneOS opracowali wzmocnioną przeglądarkę internetową opartą na Chromium i implementację WebView znaną jako Vanadium.
GrapheneOS wprowadził również możliwość wyłączenia dostępu do sieci i czujników urządzenia dla każdej zainstalowanej aplikacji. System także domyślnie losuje adresy MAC dla każdego połączenia i zawiera opcję kodowania PIN-u na ekranie blokady poprzez przestawianie pozycji poszczególnych cyfr. Dołączona jest także sprzętowa aplikacja do atestowania, znana jako Auditor, która zapewnia silną sprzętową weryfikację autentyczności i integralności oprogramowania na urządzeniu.

## Odbiór i krytyka
W 2019 roku Georg Pichler z Der Standard i inne portale informacyjne zacytowały wypowiedź Edwarda Snowdena na Twitterze: „Gdybym dzisiaj konfigurował smartfona, jako podstawowego systemu operacyjnego użyłbym GrapheneOS Daniela Micay’a”.
Omawiając dlaczego dostawcy usług nie powinni zmuszać użytkowników do instalowania zastrzeżonych aplikacji, Lennart Mühlenmeier z netzpolitik.org zasugerował GrapheneOS jako alternatywę dla Apple i Google.
Svět Mobilně i Webtekno również pisali, że GrapheneOS jest dobrym, zorientowanym na bezpieczeństwo i prywatność zamiennikiem standardowego Androida.
W szczegółowej recenzji GrapheneOS dla Golem.de Moritz Tremmel i Sebastian Grüner stwierdzili, że mogli używać GrapheneOS w taki sam sposób jak inne systemy oparte na systemie Android, ciesząc się jednocześnie większą niezależnością od Google, nie zauważając żadnych różnic wynikających z „dodatkowej ochrony pamięci” i stwierdzając, że „tak właśnie powinno być.” Doszli do wniosku, że GrapheneOS może nie zmieni nic w kwestii problemu, że „urządzenia z Androidem stają się śmieciami najpóźniej po trzech latach”, ale „może lepiej zabezpieczyć urządzenia przez pozostały okres ich życia, chroniąc jednocześnie prywatność”.
W czerwcu 2021 roku na portalu Cellular News ukazała się recenzja systemów GrapheneOS, KaiOS, AliOS i Tizen OS. W recenzji GrapheneOS został nazwany „prawdopodobnie najlepszym mobilnym systemem operacyjnym pod względem prywatności i bezpieczeństwa”. Jednak GrapheneOS został skrytykowany za wystąpienie pewnych niedogodności dla użytkowników związanych z brakiem oprogramowania Google: „Usługi Google zostały całkowicie usunięte z GrapheneOS i tak pozostanie na zawsze – przynajmniej według twórców”. Zauważyli także „niewielki spadek wydajności” i powiedzieli, że „pełne uruchomienie aplikacji może zająć pełne dwie sekundy, nawet jeśli jest to tylko aplikacja Ustawienia”.
W marcu 2022 r. Joe Fedewa pisząc dla portalu How-To Geek zwrócił uwagę na to, że aplikacje i usługi Google nie zostały dołączone do systemu ze względu na obawy dotyczące prywatności, oraz że GrapheneOS nie zawiera domyślnego sklepu z aplikacjami. Zamiast tego, jak zasugerował Fedewa, można zainstalować sklep F-Droid z aplikacjami z otwartym źródłem.
W recenzji GrapheneOS zainstalowanego na smartfonie Pixel 3, po tygodniu użytkowania Jonathan Lamont z MobileSyrup stwierdził, że GrapheneOS demonstruje jak bardzo system Android jest zależny od Google. Nazwał proces instalacji GrapheneOS „prostym” i doszedł do wniosku, że ogólnie podoba mu się GrapheneOS, ale skrytykował doświadczenie pracy z nim jako „często nie tak płynne, jak korzystanie z niezmodyfikowanego Pixela lub iPhone’a”. Swoje doświadczenia przypisuje swojemu „nadmiernemu poleganiu na aplikacjach Google” oraz braku niektórych „inteligentnych” funkcji w domyślnych aplikacjach klawiatury i aparatu w porównaniu z oprogramowaniem Google.
Zauważył także problemy z uprawnieniami do aplikacji Google Messages i trudności z importowaniem kontaktów. Swoje doświadczenia podsumował: „Każdy, kto szuka prostego doświadczenia, powinien unikać systemów takich jak GrapheneOS i innych rozwiązań zorientowanych na prywatność, ponieważ korzyści w zakresie prywatności często odbywają się kosztem wygody i łatwości użytkowania”.
W lipcu 2022 roku Charlie Osborne z ZDNet zasugerował, aby osoby podejrzewające infekcję Pegasusem korzystały z drugiego urządzenia z GrapheneOS dla celów związanych z bezpieczną komunikacją.